# Styrax obassia
Styrax obassia es un especie de planta perteneciente a la familia Styracaceae. Es originaria de la isla Hokkaido de Japón y se ha extendido a China.

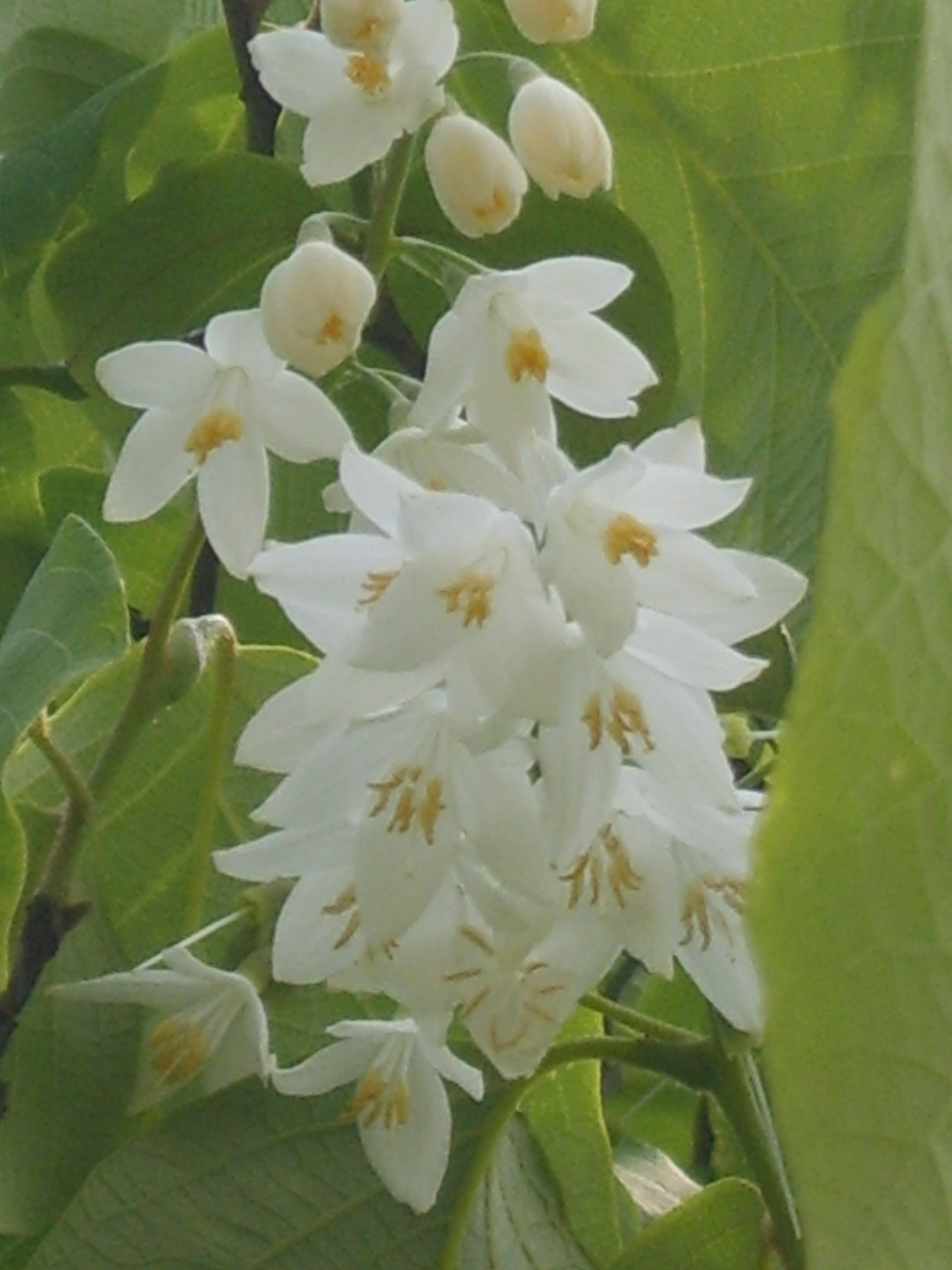
Inflorescencia

## Descripción
Son árboles o arbustos, que alcanzan un tamaño de 10 - 14 m de altura. Tronco de 15 cm de diámetro y ramitas ligeramente aplanadas, marrón estrellado pubescente, glabrescente. Hojas de 2 formas; 2 hojas basales de cada ramita contrarias, pecíolo 3 - 5 mm, hoja elíptica a ovada, 4.5 - 10 x 3 - 5 cm, ápice redondeado a agudo, otras hojas alternas, pecíolo 1 a 1,5 cm y que forman una vaina amplio basal encerrando las yemas de invierno, hoja ampliamente elípticas, ovaladas, o redondeado, 5 - 15 X 4 a 20 cm, base subredondeada a ampliamente cuneadas, ápice agudo a acuminado. Las inflorescencias en racimos terminales o axilares, con 10 - 20-flores, 6 - 15 cm, a veces con 1 o 2 racimos laterales de la base de la inflorescencia. Pedicelo 3 a 5 mm. Flores ligeramente colgantes. Cáliz 4 - 5 mm, densamente tomentoso gris-amarillo, dientes 5 o 6, lanceoladas a deltoides. Corola de color blanco o rosa, tubo de 4 mm, lóbulos elípticos, 13 - 16 X 4 - 5 mm. Estambres más cortos que la corola. Fruto ovoide a subovoide, 1 - 1,5 cm en diámetro, densamente tomentoso estrellado amarillo. Las semillas de color marrón oscuro, oblongas, lisas. Fl. Abril-julio, fr. Agosto-Nov.

## Distribución y hábitat
Se encuentra en el bosque bajo húmedo en las pendientes montañosas, a una altitud de 700 - 1500 metros, en Anhui, Hubei, Jiangxi, Liaoning, Shandong, Zhejiang de China y en Japón y Corea.

## Taxonomía
Styrax obassia fue descrita por Siebold & Zucc. y publicado en Flora Japonica 1: 93. 1839.
Etimología
Styrax: nombre genérico que deriva del nombre griego clásico utilizado por Teofrasto derivado de un nombre semítico para estas plantas productoras de resina de la que se recopila el estoraque.
obassia: epíteto